# Хачатрян, Генрик Мкртичевич
Генрик Мкртичевич Хачатрян (арм. Հենրիկ Մկրտիչի Խաչատրյան, 22 мая 1938, Гюмри — 6 августа 1998, Ереван) — советский и армянский прокурор.

## Биография

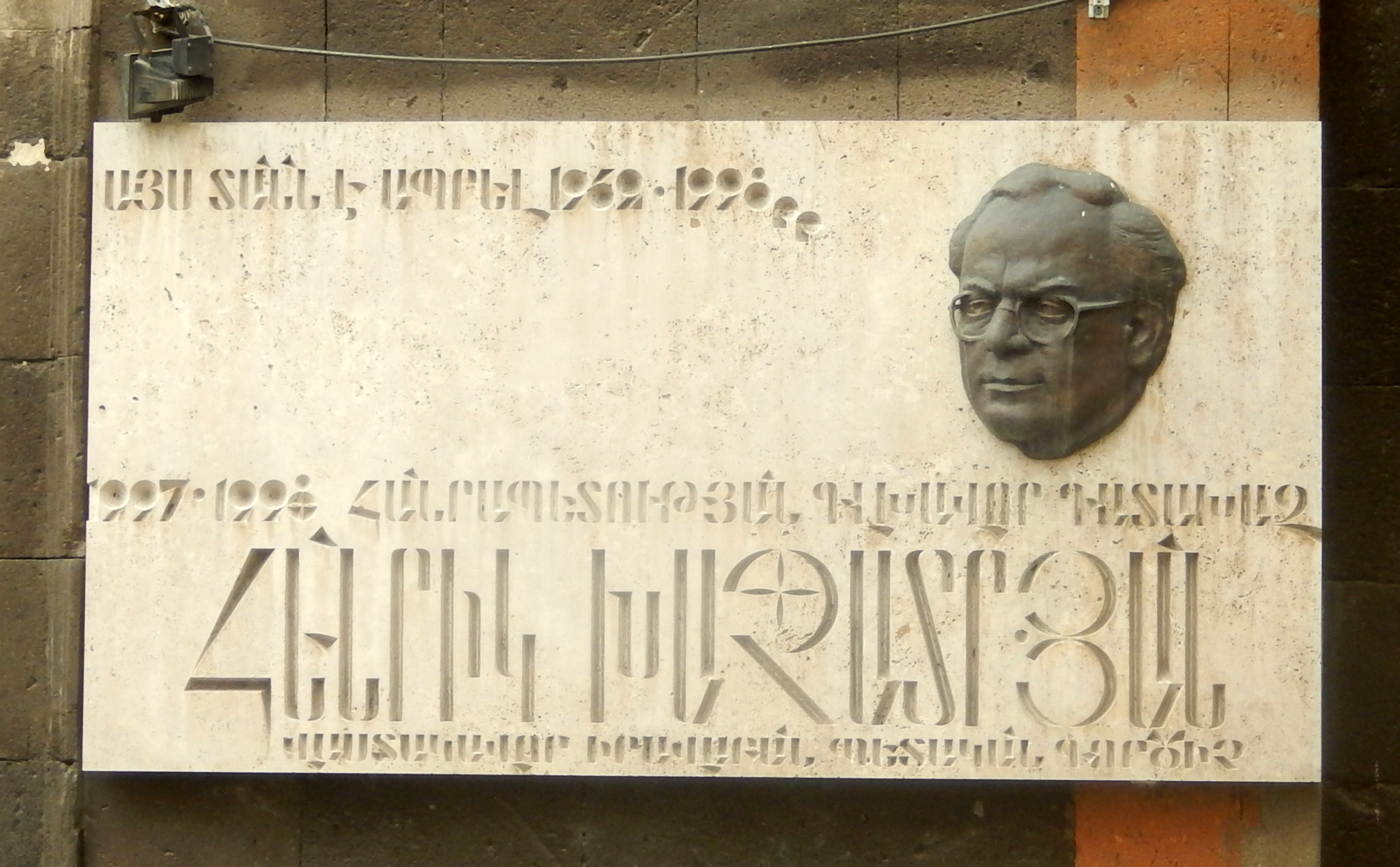
Мемориальная доска в Ереване

- 1955—1962 — участвовал в освоении целинных земель в Казахстане.
- 1957—1962 — юридический факультет Ереванского государственного университета. Кандидат наук[1]. Доктор юридических наук (1998).
- 1962—1977 — преподавал на юридическом факультете Ереванского государственного университета.
- 1977—1982 — был лектором ЦК КП Армении.
- 1982—1990 — занимал различные должности в системе генеральной прокуратуры Армении.
- 1990—1991 — первый заместитель генерального прокурора Армении.
- 1991—1993 — работал в институте философии и права национальной академии наук Армении.
- 1993—1996 — руководитель юридического отдела в парламенте Армении.
- С 1995 — действительный член Академии экономики, финансов и права России.
- 1996—1997 — судья Конституционного суда Армении.
- С 1997 — государственный советник юстиции Армении.
- 19 мая 1997 — назначен генеральным прокурором Армении и стал по должности заместителем председателя совета правосудия при президенте Армении.

Убит в своём рабочем кабинете
Президент Республики Армении Роберт Кочарян:
Глубоко потрясён этим убийством, Хачатрян вел активную борьбу за утверждение законности в Армении, был честным человеком и известным учёным. Я отдал распоряжение правоохранительным органам, чтобы те в кратчайшие сроки выяснили все мотивы и побудительные причины убийства. 
У Генрика Хачатряна остались жена и трое детей.